# Thorey
Thorey là một xã của Pháp,tọa lạc ở tỉnh Yonne trong vùng Bourgogne-Franche-Comté.

## Hành chính
| Danh sách các thị trưởng               |           |                     |      |             |
| Giai đoạn                              | Giai đoạn | Tên                 | Đảng | Tư cách     |
| 1977                                   | 2014      | Jean-Louis Michelin |      | agriculteur |
| Tất cả các dữ liệu trước đây không rõ. |           |                     |      |             |

## Thông tin nhân khẩu

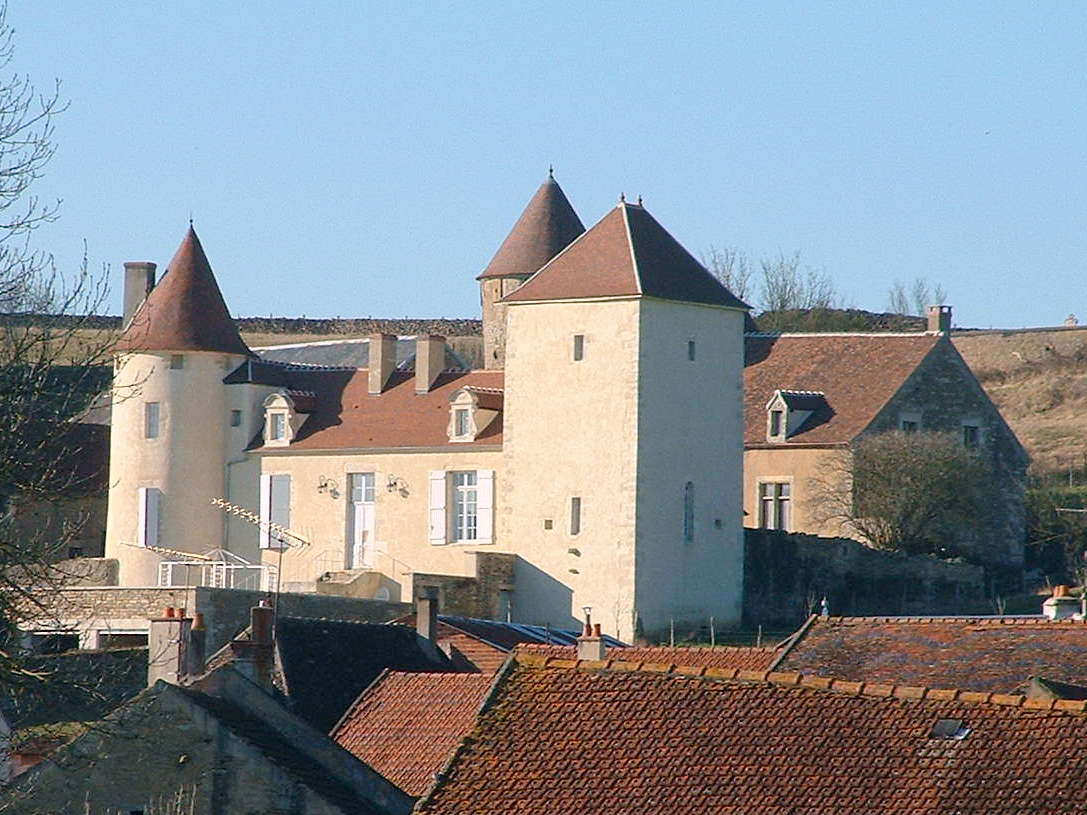
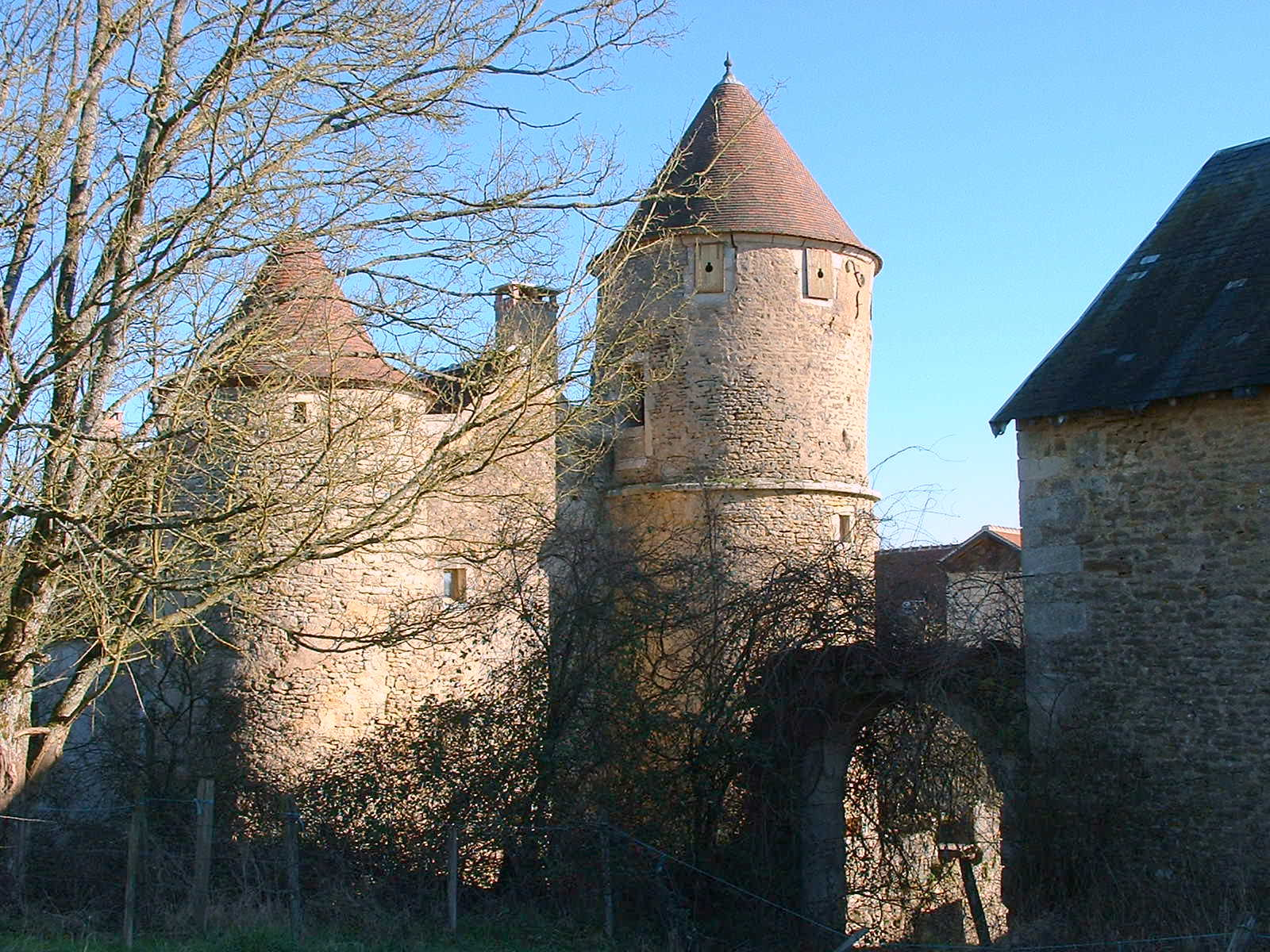
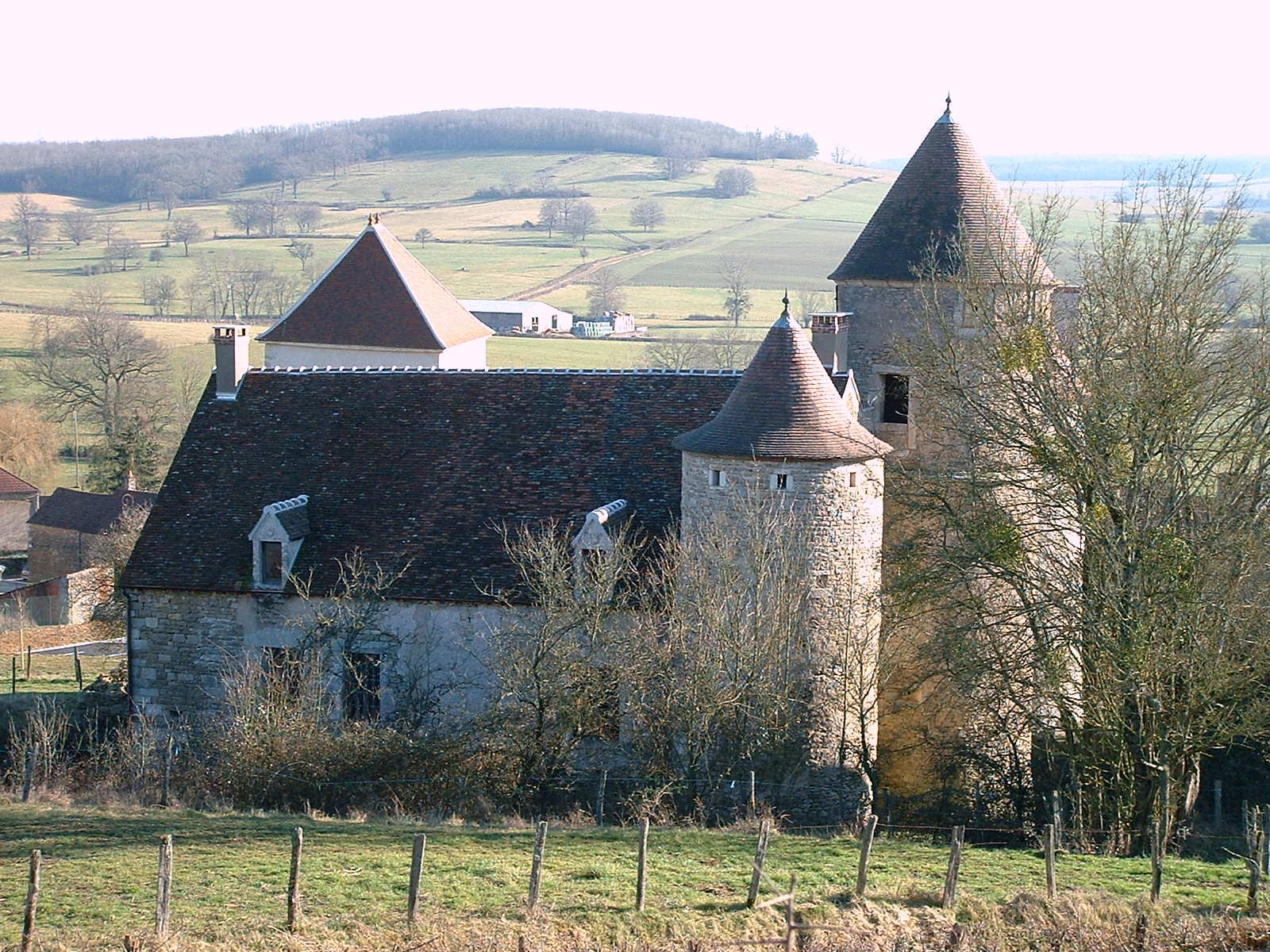

| 1793 | 1800 | 1806 | 1821 | 1831 | 1836 | 1841 | 1846 | 1851 |
| ---- | ---- | ---- | ---- | ---- | ---- | ---- | ---- | ---- |
| ...  | ...  | ...  | ...  | ...  | ...  | ...  | ...  | ...  |

| 1856 | 1861 | 1866 | 1872 | 1876 | 1881 | 1886 | 1891 | 1896 |
| ---- | ---- | ---- | ---- | ---- | ---- | ---- | ---- | ---- |
| ...  | ...  | 350  | 343  | 364  | 334  | 316  | 317  | 300  |

| 1901 | 1906 | 1911 | 1921 | 1926 | 1931 | 1936 | 1946 | 1954 |
| ---- | ---- | ---- | ---- | ---- | ---- | ---- | ---- | ---- |
| 277  | 238  | 227  | 199  | 198  | 206  | 246  | 177  | 179  |

| 1962                                         | 1968 | 1975 | 1982 | 1990 | 1999 | 2008 | - | - |
| -------------------------------------------- | ---- | ---- | ---- | ---- | ---- | ---- | - | - |
| 182                                          | 176  | 131  | 162  | 171  | 170  | 188  | - | - |
| Số liệu kể từ 1962 : dân số không tính trùng |      |      |      |      |      |      |   |   |